# كورنيليا والتر
كورنيليا والتر (بالإنجليزية: Cornelia Walter)‏ هي صحفية أمريكية، ولدت في 1813، وتوفيت في 31 يناير 1898.